# 1925年栄典濫用防止法
1925年栄典濫用防止法(英: Honours (Prevention of Abuses) Act 1925)はイギリスの議会制定法。売爵行為を始めとした爵位・勲章といった栄典制度に関する不法行為を広く取り締まることを立法趣旨とする。

## 概要

### ロイド・ジョージによる栄典濫用

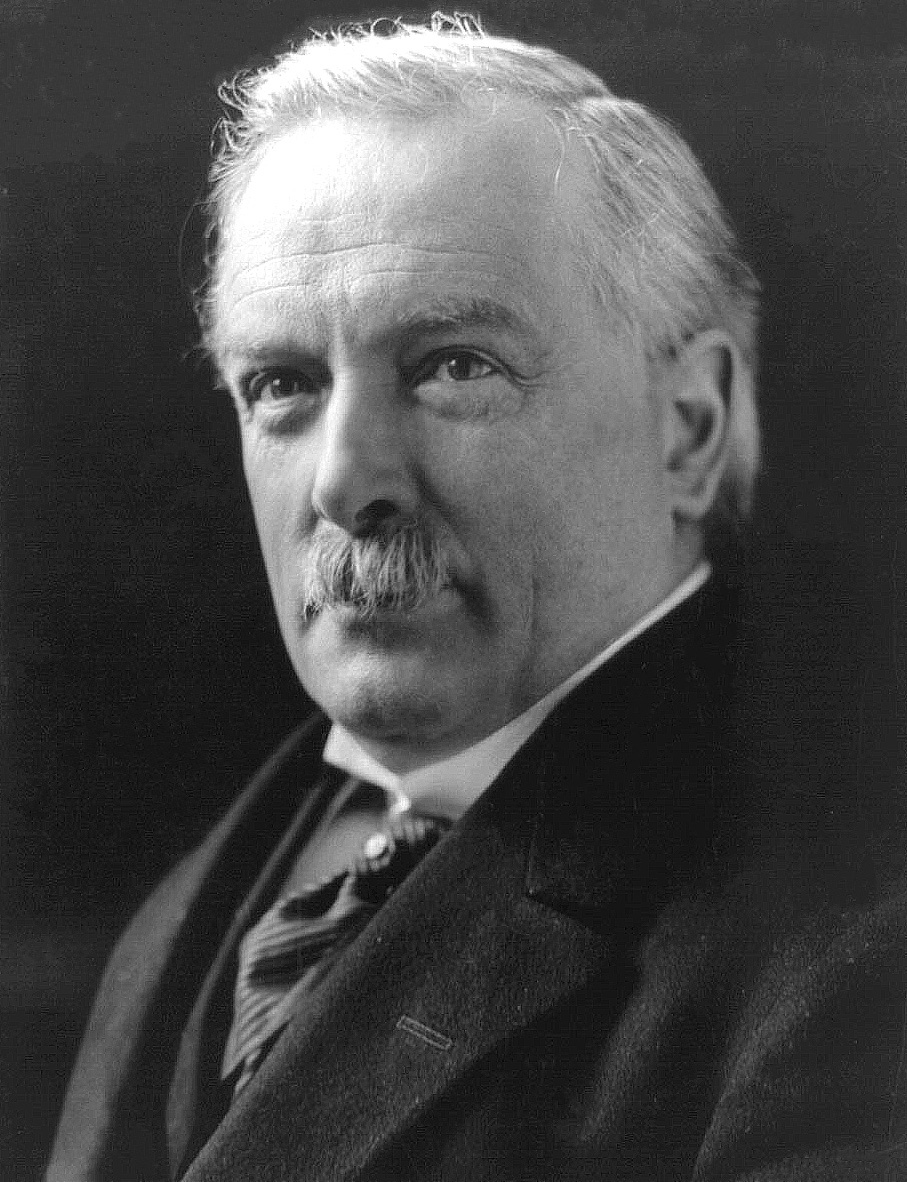
本法制定の契機となったロイド・ジョージによる栄典濫用。

本法の制定経緯はデビッド・ロイド・ジョージ政権下に生じた叙爵問題を発端とするもので、彼はその首相在任中に94件の新規叙爵、1500件のナイト爵授与を行っている。この行動は元来の慣行や基準を無視したものではあったものの、処罰法を欠くことから合法であり、ロイド・ジョージ内閣以前も栄典授与件数は増加傾向にあった。  
しかしながら、ロイド・ジョージ率いる自由党政府は栄典の乱発に留まらず、斡旋人モーンディ・グレゴリーを仲介者として政治資金に等しい謝礼を得ており、ナイト爵は10,000ポンド、男爵叙爵ならば30,000ポンド、それ以上の爵位については50,000ポンドを一人当たりに要求していた。こうして得られた謝礼は第一次世界大戦後の不況にあえぐ英国において自由党の政治資金へと流用された。栄典濫用ともいえる一連の行為は貴族院においても強く非難がなされたほか、ロイド・ジョージ自身も1922年半ばに政治的支持を急速に失ってゆき、総辞職に追い込まれている。 
なお、ロイド・ジョージとともに栄典授与の便宜を図り、斡旋人の役割を果たしたとされるモーンディ・グレゴリーは1933年に本法違反の疑いで逮捕、収監を経て罰金刑に処されているが、本法によって処罰された者は現在に至るまでグレゴリーのみである。

### 本法の内容
自己または他者のために、金銭もしくは資産価値を有するあらゆる対価の譲渡を目的として、あるいはこれに付随するあらゆる利益を目的として、爵位や勲章を含む栄典授与のために実行、契約、合意及びこれを約した者、その授与またはこれにかかる斡旋を承諾し、もしくはこれによってその地位を取得し、あるいはこれらに同意した者、その行為を幇助、教唆、または斡旋、もしくはこれによって利益を得た者、その行為を共同して行った者はすべて本法の処罰対象となる。(第1条第1項及び第2項)
第3項は科料の額、懲役及び禁固刑の刑期等を定める。
続く第2条は本法は1925年栄典(濫用防止)法として引用されることを示している。

## 2006年栄典汚職疑惑
トニー・ブレア首相とその側近は2006年3月頃から、政治資金を得る目的で一代貴族創設に関与した疑いが取り沙汰されていたが、ロンドン警視庁はスコットランド国民党などから調査要求があったことを受けて、ブレア首相本人を本法違反の疑いで事情聴取するという異例の事態へと発展した。 

### 註釈
1. ↑  ロイド・ジョージは慣例を無視して第4代ビュート侯爵ジョン・クライトン＝ステュアート（英語版）にシッスル勲章を授与した例が示すように、栄典の慣行を軽んじる傾向があった。なお、同勲章はこの事件を教訓として、1946年以降はイギリス君主自ら行うことが慣例となっている[3]。